# Pimpla aequalis
Pimpla aequalis là một loài tò vò trong họ Ichneumonidae.